# Харрис, Рой
Рой Э́ллсворт Ха́ррис (англ. Roy Ellsworth Harris; 12 февраля 1898, Чендлер, Оклахома, США — 1 октября 1979, Санта-Моника, Калифорния, США) — американский композитор и педагог.

## Биография
Первые уроки игры на фортепиано получил от матери. Учился в Калифорнийском университете в Беркли. Занимался так же у Артура Блисса, Артура Фаруэлла, Нади Буланже. С 1932 года преподавал композицию в американских колледжах и университетах: Истменовской школе музыки, Джульярдской школе, Калифорнийском университете в Лос-Анджелесе, и других. Среди учеников — Уильям Шуман.
Харрис получил признание в США после исполнения Бостонским симфоническим оркестром «Симфонии 1933» и особенно 3-й симфонии, принесшей ему международную известность. Приезжал в СССР (в 1958 и 1974 годах). Посвятил свою Пятую симфонию героической борьбе советского народа во Второй мировой войне (1942); симфония была впервые исполнена в Москве 21 мая 1944 года в Концертном зале имени П. И. Чайковского. Среди других заметных работ Харриса, связанных с его ориентацией на неоклассицизм, — переложение «Искусства фуги» Иоганна Себастьяна Баха для струнного квартета (в соавторстве с Мэри Доус Хертер Нортон), записанное в 1934 году квартетом Рота.
Был женат на канадской пианистке и композиторе Джоане Харрис (1912—1995).

## Сочинения
- симфония № 1 (1933)
- симфония № 2 (1934)
- симфония № 3 (1938, 2-я ред. 1939)
- симфония № 4 Фольклорная для хора (1942)
- симфония № 5 (1940-42)
- симфония № 6 «Геттисбергу адресовано» (1944)
- симфония № 7 (1952, 2-я ред. 1955)
- симфония № 8  «Сан Франциско» для фортепиано (1961-62)
- симфония № 9 «Политональная» (1962)
- симфония № 10 «Авраам Линкольн» для чтеца, хора, духовых, ударных и 2 фортепиано (1967)
- симфония № 11 (1967)
- симфония № 12 «Père Marquette» для тенора, чтеца и оркестра (1969)
- симфония № 13 «Двухсотлетие» для чтеца, солистов, хора и оркестра (1976)
- симфония «Наше наследие»
- симфония (1935)
- симфония «Вест-Пойнт» для военного оркестра (1952)
- «Американская симфония» для джазового состава (1938)
- симфония «Уолт Уитмен» для баритона, хора и оркестра (1955-58)
- анданте (1925)
- «Американские портреты» (1929)
- токката (1931)
- увертюра «When Johnny Comes Marching Home» (1934)
- прелюдия и фуга струнного оркестра (1935)
- симфоническая элегия «Farewell to Pioneers» (1935)
- Time Suite, 1936
- Ode to Truth, 1941
- Evening Piece, 1941
- Acceleration, 1941
- Fanfare, 1942
- March in Time of War, 1943
- Chorale für Blechbläser und Streicher, 1944
- Ode to Friendship, 1944
- Mirage, 1945
- Memories of Child´s Sunday, 1945
- Children at Play, 1946
- Radio Piece, 1946
- Melodie, 1946
- Celebration, 1946
- Work, 1947
- Mood, 1947
- Quest, 1948
- Kentucky Spring, 1949
- Cumberland Concerto, 1951
- Sinfonisches Epigramm, 1954
- Ode to Consonance, 1957
- Elegie und Tanz, 1958
- Horn of Plenty, 1963
- Epilogue to Profiles in Courage: J.F.K., 1963
- Salute to Youth, 1964

## Награды
- 1927 — Стипендия Гуггенхайма
- 1929 — Стипендия Гуггенхайма
- 1975 — Стипендия Гуггенхайма